# Liste der Straßen in Wurgwitz

Lage von Wurgwitz in Freital

Die Liste der Straßen in Wurgwitz enthält alle benannten Straßen des Stadtteils Wurgwitz der Großen Kreisstadt Freital im Landkreis Sächsische Schweiz-Osterzgebirge.
Im Stadtteil Wurgwitz sind insgesamt 26 Straßen benannt, davon befinden sich fünf in Kohlsdorf, zwölf in Niederhermsdorf und zwölf in der Gemarkung Wurgwitz. Die wichtigste Straße im Stadtteil ist die Kesselsdorfer Straße, die als Teil der Staatsstraße 36 den Autobahnzubringer Freitals zur Bundesautobahn 17 darstellt. Als Kreisstraße 9075 sind Oberhermsdorfer Straße, Ober-, Unter- und Pesterwitzer Straße klassifiziert.

## Legende
Die nachfolgende Tabelle gibt eine Übersicht über die vorhandenen Straßen und Plätze im Stadtteil sowie einige dazugehörige Informationen. Im Einzelnen sind dies:
- Bild: Foto der Straße.
- Name/Lage: Aktuelle Bezeichnung der Straße oder des Platzes sowie unter ‚Lage‘ ein Koordinatenlink, über den die Straße oder der Platz auf verschiedenen Kartendiensten angezeigt werden kann. Die Geoposition gibt dabei ungefähr die Mitte der Straße an.
- Gemarkung: Ortsgemarkung(en), durch die die Straße verläuft.
- Namensherkunft: Ursprung oder Bezug des Namens.
- Anmerkungen: Weitere Informationen bezüglich anliegender Institutionen, der Geschichte der Straße, historischer Bezeichnungen, Kulturdenkmalen usw.

## Straßenverzeichnis
| Bild           | Name/Lage                         | Gemarkung                 | Namensherkunft                                                      | Anmerkungen |
| -------------- | --------------------------------- | ------------------------- | ------------------------------------------------------------------- | --- |
|                | Albertschacht (Karte)             | Wurgwitz                  | Albertschacht, ehemalige Schachtanlage                              | |
| Bilder         | Altfrankener Weg (Karte)          | Kohlsdorf                 | Altfranken, Ortsteil von Dresden                                    | |
|                | Am Berge (Karte)                  | Niederhermsdorf           |                                                                     | |
| weitere Bilder | Am Sonnenhang (Karte)             | Wurgwitz                  |                                                                     | |
| weitere Bilder | Am Weinberg (Karte)               | Wurgwitz                  | früherer Weinanbau an diesem Hang                                   | Kurz hinter der Einmündung in die Zöllmener Straße befindet sich die Wurgwitzer Villa an der Straße. |
| weitere Bilder | Am Wetterschacht (Karte)          | Niederhermsdorf           | ehemaliger Wetterschacht auf diesem Gebiet                          | Die Sackgasse wurde zur Erschließung von Eigenheimbauplätzen als Nebenstraße der Straße Zur Wiederitz angelegt. |
|                | Braunsdorfer Straße (Karte)       | Niederhermsdorf           | Braunsdorf, Ortsteil von Wilsdruff                                  | |
| weitere Bilder | Erlenstraße (Karte)               | Niederhermsdorf           | Erle, Pflanzengattung in der Familie der Birkengewächse             | |
| weitere Bilder | Gartenstraße (Karte)              | Niederhermsdorf           |                                                                     | |
| weitere Bilder | Hinter dem Rathaus (Karte)        | Wurgwitz                  | Wurgwitzer Rathaus, Straße verläuft teilweise dahinter              | |
|                | Hohe Straße (Karte)               | Wurgwitz                  |                                                                     | Früher trug sie zu Ehren von Max Immelmann den Namen „Immelmannstraße“. |
| weitere Bilder | Kesselsdorfer Straße (Karte)      | Wurgwitz, Niederhermsdorf | Kesselsdorf, Ortsteil von Wilsdruff                                 | Als Teil der Staatsstraße 36 ist die Kesselsdorfer Straße der Autobahnzubringer zur A 17. In Kesselsdorf war von Freital kommend nur das Abbiegen Richtung Freiberg auf die Bundesstraße 173 möglich, nicht jedoch auf die Gegenrichtung, die zu der 2001 auf ihrem ersten Teilstück eröffneten Autobahn führte. Um Schleichverkehr über die Zöllmener Straße zu verhindern und gleichzeitig eine leistungsfähige Anbindung Freitals an die Autobahn zu gewährleisten, wurde die Kesselsdorfer Straße nach Norden verlegt, wo sie bei Zöllmen ihren neuen Anschluss an die Bundesstraße hat. |
|                | Morgenröthe (Karte)               | Wurgwitz                  |                                                                     | |
| weitere Bilder | Oberhermsdorfer Straße (Karte)    | Niederhermsdorf           | Oberhermsdorf, Ortsteil von Wilsdruff                               | |
| weitere Bilder | Oberstraße (Karte)                | Niederhermsdorf           |                                                                     | An der Oberstraße stand bis 2008 der ehemalige Gasthof Niederhermsdorf. Er wurde für die Verbreiterung der Straße abgerissen. |
| Bilder         | Pennricher Straße (Karte)         | Kohlsdorf, Wurgwitz       | Pennrich, Ortsteil von Dresden                                      | |
| weitere Bilder | Pesterwitzer Straße (Karte)       | Wurgwitz, Kohlsdorf       | Pesterwitz, Ortsteil von Freital                                    | An der Pesterwitzer Straße befinden sich die denkmalgeschützte Haus Pesterwitzer Straße 25, die Neue Schule, das ehemalige Rathaus Wurgwitz und das Alfred-Damm-Heim. In Kohlsdorf steht an der Kreuzung mit der Pennricher Straße der ehemalige Gasthof Kohlsdorf. Frühere Namen waren „Von-Hindenburg-Straße“ und „Ernst-Thälmann-Straße“. |
| weitere Bilder | Rudolf-Breitscheid-Straße (Karte) | Wurgwitz                  | Rudolf Breitscheid, sozialdemokratischer Politiker                  | Die Straße wurde 1930 angelegt, als alle Grundstücke an der südlich gelegenen Pesterwitzer Straße verkauft waren. In der NS-Zeit war die Straße nach Hans Schemm benannt. |
| weitere Bilder | Schafberg (Karte)                 | Wurgwitz                  |                                                                     | |
| weitere Bilder | Unterstraße (Karte)               | Niederhermsdorf           |                                                                     | An der Unterstraße befindet sich die denkmalgeschützte Alte Schule. |
| weitere Bilder | Weidenstraße (Karte)              | Niederhermsdorf           |                                                                     | |
|                | Wiesenweg (Karte)                 | Wurgwitz                  |                                                                     | |
| weitere Bilder | Zöllmener Straße (Karte)          | Wurgwitz                  | Zöllmen, Ortsteil von Dresden                                       | An der Zöllmener Straße befindet sich der alte Wurgwitzer Dorfkern mit Gebäuden des Ritterguts und dem Haus Nr. 33. Neben diesem Haus befindet sich der Zugang zum Böhlbrunnen. |
|                | Zum Hammerbach (Karte)            | Kohlsdorf                 | Hammerbach, entspringt bei Kesselsdorf und mündet in die Wiederitz  | Während der Zeit des Nationalsozialismus trug sie den Namen „Von-Killinger-Straße“. In der DDR hieß sie „Karl-Marx-Straße“. |
| weitere Bilder | Zur Quäne (Karte)                 | Wurgwitz, Niederhermsdorf | Quänebach, entspringt bei Oberhermsdorf und mündet in die Wiederitz | An dieser Straße befindet sich die in Plattenbauweise errichtete Wurgwitzer Grundschule. |
| weitere Bilder | Zur Wiederitz (Karte)             | Niederhermsdorf           | Wiederitz, entspringt bei Kesselsdorf und mündet in die Weißeritz.  | An der Einmündung der Straße in die Kesselsdorfer Straße befindet sich das Ehrenmal an die Opfer von Krieg und Gewaltherrschaft. |